# Il generale Dalla Chiesa
Il generale Dalla Chiesa è una miniserie televisiva italiana del 2007, diretta da Giorgio Capitani, in due puntate trasmessa in prima TV da Canale 5, il 10 e 11 settembre 2007.

## Trama
La miniserie racconta la vita del generale Carlo Alberto dalla Chiesa, all'inizio soldato del Regio Esercito Italiano, durante l'Italia fascista e poi, dopo l'8 settembre diviene partigiano nelle file delle Brigate del popolo, che libereranno l'Italia, combattendo nelle Marche e partecipando attivamente alla liberazione d'Italia il 25 aprile 1945.
Dopo la seconda guerra mondiale divenne carabiniere, nell'Italia Repubblicana, e subito si distinse nella lotta al terrorismo e alla Mafia. All'inizio viene mandato in Sicilia negli anni 1960 dove combatte la Mafia indagando sugli omicidi di Placido Rizzotto e sulle stragi commesse dal clan dei Corleonesi contro le altre bande a Palermo e sulla scomparsa del giornalista Mauro De Mauro avvenuta nel 1970, il quale indagava sul caso Mattei e sull'intreccio tra mafia e politica degli anni settanta. Nel 1974 verrà mandato nel Nord Italia per combattere le Brigate Rosse e le sue indagini porteranno all'arresto di Renato Curcio e di Alberto Franceschini.
Le BR sono un'organizzazione guerrigliera di tipo operaista e comunista, che voleva una rivoluzione armata di tipo operaista comunista in Italia, e che in quegli anni era molto forte, poiché a livello internazionale la maggioranza dei paesi erano di tipo socialista o comunista. Le BR continuano ad uccidere numerosi imprenditori, magistrati, militari e politici dell'opposto schieramento, e mettono a segno il rapimento di Aldo Moro, ex Presidente del Consiglio e segretario della Democrazia Cristiana, creando scalpore in tutto il mondo, e dopo 55 giorni di prigionia lo uccidono, in seguito al rifiuto netto dello Stato italiano di scendere a patti con le BR.
Intanto, mentre il generale sta svolgendo delle indagini sul sequestro Moro, muore sua moglie Dora, a causa di un infarto, ma nonostante questo lutto il generale Carlo Alberto dalla Chiesa riesce a sconfiggere le BR, arrestando i capi latitanti, oppure facendo uccidere i loro membri come nella strage di via Fracchia. In seguito a questi successi, il generale viene mandato a Palermo per combattere la Mafia.
Ad un ricevimento conosce Emanuela Setti Carraro, una giovane infermiera impegnata nella Croce Rossa Italiana, rampolla di una famiglia bene di Milano, che si è lasciata alcuni mesi prima con il fidanzato, l'avvocato milanese Gianni Tassi, ed è attratta dal generale Carlo Alberto dalla Chiesa, perché nonostante la differenza di età, vede in lui una figura paterna e carismatica, e se ne innamora. Desideroso di avere una nuova compagna, dopo la morte della moglie, anche il generale Carlo Alberto dalla Chiesa decide di sposarla, nonostante i pareri contrari dei figli, i quali rifiutano di presentarsi al matrimonio, e solo nei mesi successivi, si riappacificheranno con Emanuela.
In seguito all'annientamento delle Brigate Rosse, che erano diffuse al Centro Italia e al Nord Italia, ritorna a Palermo, come prefetto, ma lo Stato italiano, che lo aveva aiutato nella lotta contro gli opposti estremismi politici, e che per combattere le BR gli aveva dato il permesso di usare tutti i poteri che aveva a disposizione, adesso gli dà un appoggio minore, arrivando pure ad osteggiarlo, poiché ad eccezione del Presidente Sandro Pertini che lo sostiene, secondo molti politici e giornalisti il generale usa metodi violenti sia contro i fermati della Mafia, sia contro i gruppi politici che dal carcere fanno denunce su torture fatte ai loro danni. Viene anche accusato di rovinare l'immagine della Sicilia, attraverso il suo metodo di militarizzazione dell'isola.
Dalla Chiesa arriva qui a capire che lo Stato italiano, adesso vuole lasciarlo da solo, sia a livello legislativo, impedendogli di fare norme contro la Mafia, sia a livello militare poiché gli viene anche negata una scorta adeguata alle minacce che dopo un po' di tempo subisce dalla Mafia. Proprio l'inadeguatezza militare e legislativa dello Stato, e la mancanza di un'adeguata scorta, farà sì che egli verrà ucciso insieme alla moglie Emanuela e all'agente di scorta Domenico Russo, in un agguato tesogli dalla Mafia il 3 settembre 1982 a Palermo.

## Produzione
- Alcune riprese del film furono girate a Viterbo.